# 布拉多克冰原島峰
70°48′S 65°55′W / 70.800°S 65.917°W
布拉多克冰原島峰（英語：Braddock Nunataks），是南極洲的冰原島峰，位於帕爾默地，處於戴耶高原西側，在1974年由美國地質調查局繪入地圖，現時由南極條約體系管理。